# 1950-es Formula–1 svájci nagydíj
A svájci nagydíj volt az 1950-es Formula–1 világbajnokság negyedik futama,
1950. június 4-én Bernben.

## Időmérő edzés
A Ferrarisok, Ascari és Villoresi hiába fogadkoztak a verseny előtt, hogy itt igyekeznek minél jobban szerepelni, már az időmérőn kiderült, nincs sok esélyük a győzelemre.
A rajtrács első sorát kibérelték az Alfa Romeo versenyzői, Fangio, Farina és Fagioli. Ascari és Villoresi csak a második sorból rajtolhatott.

### Az időmérő végeredménye
| Hely | Rajtszám | Versenyző             | Csapat/Motor       | Idő    | Különbség |
| ---- | -------- | --------------------- | ------------------ | ------ | --------- |
| 1    | 14       | Juan Manuel Fangio    | Alfa Romeo         | 2:42,1 | -         |
| 2    | 16       | Nino Farina           | Alfa Romeo         | 2:42,8 | + 0,7     |
| 3    | 12       | Luigi Fagioli         | Alfa Romeo         | 2:45,2 | + 3,1     |
| 4    | 22       | Luigi Villoresi       | Ferrari            | 2:46,1 | + 4,0     |
| 5    | 18       | Alberto Ascari        | Ferrari            | 2:46,8 | + 4,7     |
| 6    | 42       | Philippe Étancelin    | Talbot-Lago-Talbot | 2:51,1 | + 9,0     |
| 7    | 6        | Yves Giraud-Cabantous | Talbot-Lago-Talbot | 2:52,7 | + 10,6    |
| 8    | 30       | Prince Bira           | Maserati           | 2:53,2 | + 11,1    |
| 9    | 8        | Eugène Martin         | Talbot-Lago-Talbot | 2:53,7 | + 11,6    |
| 10   | 10       | Louis Rosier          | Talbot-Lago-Talbot | 2:54,0 | + 11,9    |
| 11   | 32       | Toulo de Graffenried  | Maserati           | 2:54,2 | + 12,1    |
| 12   | 34       | Felice Bonetto        | Maserati           | 2:54,6 | + 12,5    |
| 13   | 20       | Raymond Sommer        | Ferrari            | 2:54,6 | + 12,5    |
| 14   | 4        | Johnny Claes          | Talbot-Lago-Talbot | 2:59,0 | + 16,9    |
| 15   | 2        | Nello Pagani          | Maserati           | 3:06,8 | + 24,7    |
| 16   | 26       | Louis Chiron          | Maserati           | 3:06,8 | + 24,7    |
| 17   | 40       | Toni Branca           | Maserati           | 3:10,0 | + 27,9    |
| 18   | 44       | Harry Schell          | Talbot-Lago-Talbot | 3:11,5 | + 29,4    |

## Futam
A versenyen Ascari a második körben a boxba kényszerült javítás miatt, 3 körrel később végleg feladta a versenyt. Villoresi tizenkét kör után esett ki.  A versenyt Eugène Martin Talbotjának kirepülése, és a Felice Bonetto tankolása közben felrobbant hordó is színesítette. Fangio motorja szelepszár-szakadás miatt állt le kilenc körrel a vége előtt, ezért ő is kiállni kényszerült. A másik argentin, José Froilán González a Monacóban szerzett sérülései miatt nem indult el ezen a versenyen.

### A futam végeredménye
| Helyezés | Rajtszám | Versenyző             | Csapat/motor       | Körök | Idő/Kiesés oka           | Rajthely | Pontszám |
| -------- | -------- | --------------------- | ------------------ | ----- | ------------------------ | -------- | -------- |
| 1        | 16       | Nino Farina           | Alfa Romeo         | 42    | 2:02'53,7 (149,279 km/h) | 2        | 9        |
| 2        | 12       | Luigi Fagioli         | Alfa Romeo         | 42    | + 0,4                    | 3        | 6        |
| 3        | 10       | Louis Rosier          | Talbot-Lago-Talbot | 41    | + 1 kör                  | 10       | 4        |
| 4        | 30       | Prince Bira           | Maserati           | 40    | + 2 kör                  | 8        | 3        |
| 5        | 34       | Felice Bonetto        | Maserati           | 40    | + 2 kör                  | 12       | 2        |
| 6        | 32       | Toulo de Graffenried  | Maserati           | 40    | + 2 kör                  | 11       |          |
| 7        | 2        | Nello Pagani          | Maserati           | 39    | + 3 kör                  | 15       |          |
| 8        | 44       | Harry Schell          | Talbot-Lago-Talbot | 39    | + 3 kör                  | 18       |          |
| 9        | 26       | Louis Chiron          | Maserati           | 39    | + 3 kör                  | 16       |          |
| 10       | 4        | Johnny Claes          | Talbot-Lago-Talbot | 38    | + 4 kör                  | 14       |          |
| 11       | 40       | Toni Branca           | Maserati           | 35    | + 7 kör                  | 17       |          |
| Ki       | 14       | Juan Manuel Fangio    | Alfa Romeo         | 32    | Motorhiba                | 1        |          |
| Ki       | 42       | Philippe Étancelin    | Talbot-Lago-Talbot | 25    | Sebességváltó            | 6        |          |
| Ki       | 8        | Eugène Martin         | Talbot-Lago-Talbot | 19    | Baleset                  | 9        |          |
| Ki       | 20       | Raymond Sommer        | Ferrari            | 19    | Felfüggesztés            | 13       |          |
| Ki       | 22       | Luigi Villoresi       | Ferrari            | 9     | Motorhiba                | 4        |          |
| Ki       | 18       | Alberto Ascari        | Ferrari            | 4     | Olajszivattyú            | 5        |          |
| Ki       | 6        | Yves Giraud-Cabantous | Talbot-Lago-Talbot | 0     | Baleset                  | 7        |          |

## Statisztikák
Vezető helyen:
- Juan Manuel Fangio: 8 kör (1-6 / 21-22)
- Nino Farina: 33 kör (7-20 / 24-42.)
- Luigi Fagioli: 1 kör (23)

- Fangio 2. (R) pole-pozíciója
- Farina 2. (R) leggyorsabb köre
- Farina 2. (R) győzelme (149,279 km/h)
- Az Alfa Romeo 3. (R) győzelme
- Alfa Romeo 3. (R) pole-pozíciója
- Alfa Romeo 3. (R) leggyorsabb köre.